# Püthón

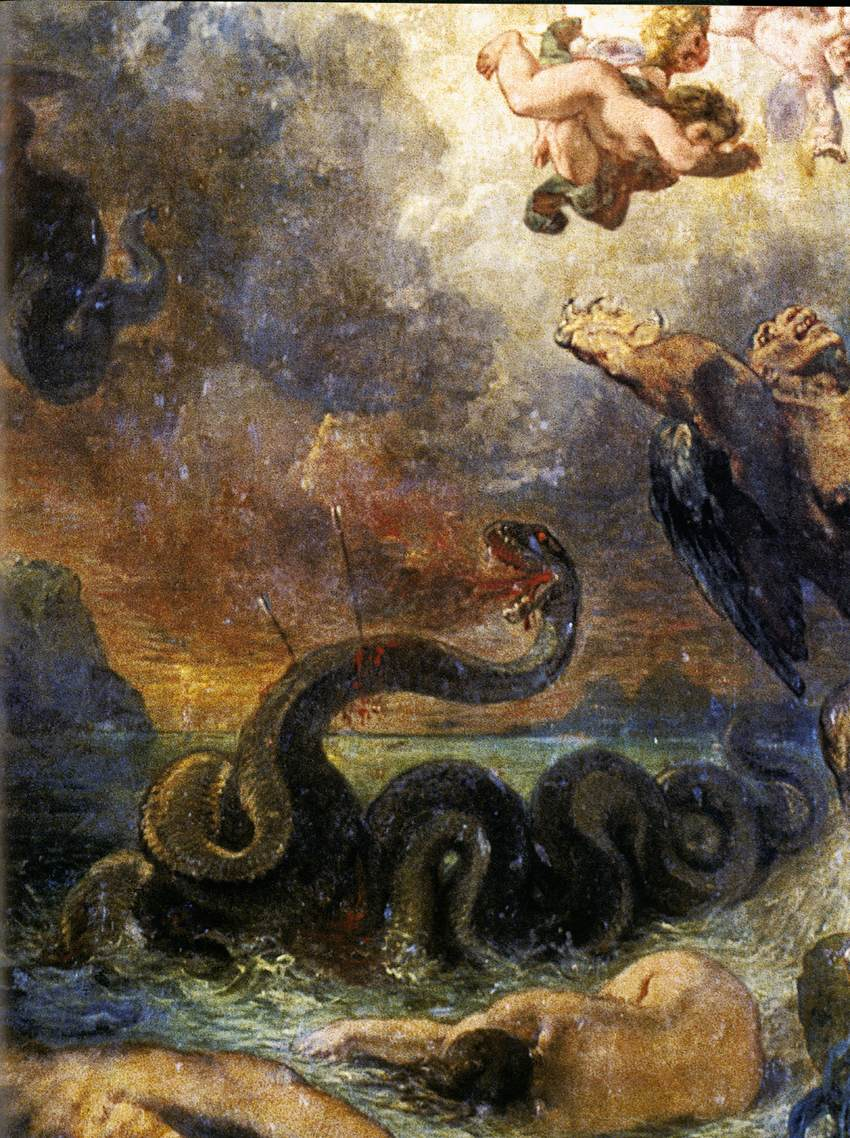
Eugène Delacroix festménye

Püthón (görög betűkkel Πύθων, latinosan Python, azaz „rothadó”) a görög mitológia egyik kígyójának neve. Általában Gaia gyermekeként képzelték el. Felesége Delphüné, vagy más változatban Delphüné elpusztult testéből született, ezért kapta a nevét is. Azon mítoszváltozatokban, ahol Héra volt Tüphón anyja, Püthón nevelte fel Tüphónt. A Parnasszosz oldalának egy sziklahasadékában lakott. Mitológiai szerepe azzal kezdődik, amikor Zeusz beleszeretett Létóba és gyermeket nemzett vele. A féltékeny Héra Püthót küldte Létó után, hogy ölje meg. Létó hosszú ideig menekült Püthón elől, végül Délosz szigetén megszülte Apollónt és Artemiszt.
Apollón felnövekedvén elsődleges feladatának tekintette Püthón megölését. Ezt Delphoi közelében sikerült megtennie, ahol a meggyilkolt kígyó mérges lehelete még sokáig feltört a mélyből. Erre alapozták a delphoi jósdát, amelynek jósnője mindig a Püthia nevet viselte. A környéket a későbbiekben Püthó néven ismerték. A győzelem emlékére alapították később a püthói játékokat. A mítosz eredete talán egy népességcserére vezethető vissza, amikor az Apollónt tisztelő bevándorlók az ősi Püthón tiszteletét lecserélték és ezt ezzel a mitikus történettel indokolták. Így vette át Apollón a Delphoihoz közeli jósda és az orákulumok feletti ellenőrzést Püthóntól és/vagy Delphünétől. Mivel Apollón valószínűleg anatóliai eredetű (lásd Apaliunasz, Aplu), ez a mítosz konkrétan utal a bronzkori bevándorló görögség anatóliai eredetére vagy szoros kapcsolataira. Már a homéroszi himnuszok között is van egy Apollón-himnusz, amelyben ezt a mítoszt dolgozta fel.
Még viszonylag késői korokban, az ókor legvégén is népszerű mítosz volt. Sztrabón megemlíti Timoszthenész egyik munkáját, amelyben az Apollón–Püthón párharcról írt. Szóthérikosz a 4. században III. Alexandrosz makedón király egyik hadjáratát, Thébai elfoglalását írta meg „Püthón, avagy Alexandrosz története” címmel. Püthón neve annyira összeforrt az óriási kígyószörny képével, hogy róla nevezték el a nagytestű kígyók egy nemét, a Python nemet. E nem lett a névadója a pitonfélék családjának.